# 雅辛托斯
雅辛托斯是希臘神話中，太陽神阿波羅最著名的男性情人。

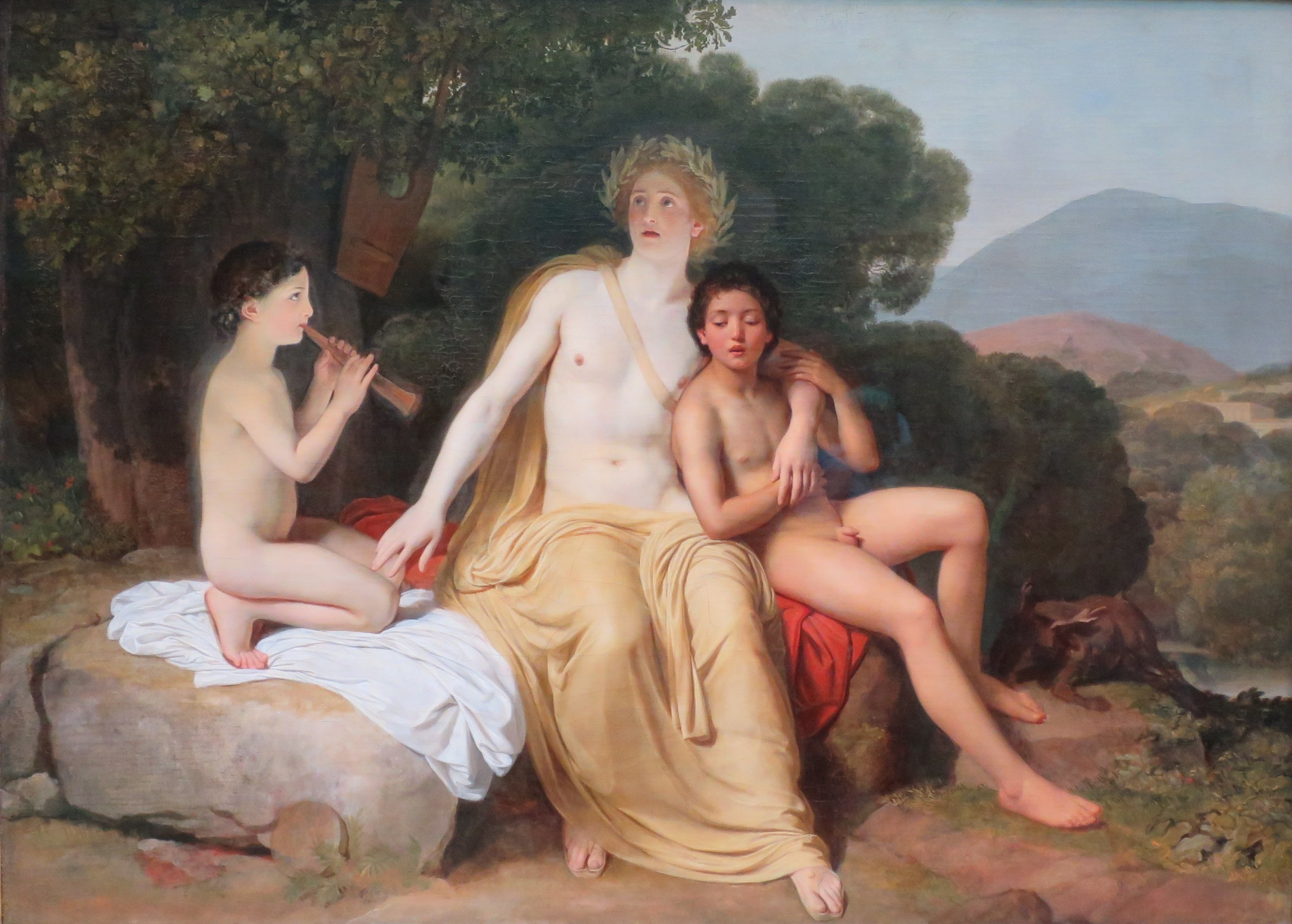
阿波羅、雅辛托斯與庫帕里索斯，亞歷山大·安德烈耶維奇·伊萬諾夫繪

關於雅辛托斯的身世有兩種說法：一說他是斯巴達國王阿米克拉斯之子、拉刻代蒙之孫，另一說他是繆斯克利俄之子。西風之神仄費羅斯以及北風之神玻瑞阿斯，同樣傾慕著雅辛托斯。阿波羅經常來到河畔，把他的神廟棄之不顧，而是與他年輕的朋友共度時光，這種男孩之間的愉悅使他興奮不已。厭倦了音樂與琴弓的阿波羅，在鄉村的消遣遊戲中如釋重負。他會帶著雅辛托斯穿過山邊的森林沼澤，去狩獵。或者他們會練習一種運動，雅辛托斯總是把這種運動的技巧教給他其他的朋友。這就是斯巴達城邦後來強盛的原因。這種簡單的生活喚醒了阿波羅的慾望，而這種慾望卻使得這個捲髮男孩比以往更加迷人。阿波羅給予了這個男孩他所有的愛與熱情，甚至忘記了自己是一個永生之神。
一個夏日午後的熱浪中，這對愛人身上塗滿了橄欖油，他們開始玩擲鐵餅，他們每一輪競爭都力拔頭籌，於是這個鐵餅越飛越高。最後，充滿力量的阿波羅用盡所有力氣，甩出了鐵餅，這個光亮的飛盤就像鳥兒一樣迅速地飛入天空，把雲彩一分為二，然後，如星星般閃耀，它開始下降。雅辛托斯跑過去想要接住它，為了證明他在這項運動中並不比神差，他太著急地轉彎，鐵餅著地了，但是因為從高空墜落，它猛烈地撞擊到了雅辛托斯的頭。他呻吟了一聲，倒在了地上。血液從他的傷口噴濺而出，把英俊少年的捲髮染成了深紅。阿波羅驚恐地狂奔過去，彎腰靠近了他的朋友，把他輕柔地抱起，把男孩的頭小心安置在自己膝蓋上。絕望地試圖把涓涓流出的鮮血止住，但是一切努力都皆為徒勞。雅辛托斯變得越來越蒼白。他的雙眸，如此澄澈，卻失去的生命的光芒，他的頭已經無力地歪向一邊，就像田野裡的花朵在正午無情的日光下逐漸凋零。心碎之致，阿波羅哭喊著：“死亡的魔爪已將你桎梏，我摯愛的朋友，哦，我一手將你推進死亡之淵，我們的遊戲是一種罪過嗎？那是一種罪嗎？還是我的愛才是罪魁禍首？難道愛得過深隨之而來的就是罪行嗎？如果我能加入你前往無趣的死亡之國的旅程那就好了。為什麼我被詛咒永生？為什麼我不能追隨你？”
阿波羅抱緊他那瀕死的朋友，把他擁入懷中，阿波羅的淚水如溪流一樣匯入男孩染血的頭髮中。雅辛托斯死去了，他的靈魂飛到了陰間，阿波羅彎腰在死去的男孩耳邊溫柔低語；“你將永遠活在我的心中，願你也永存於世人記憶裡。”阿波羅語畢，一朵馨香四溢的花朵從雅辛托斯的血泊中長出，我們稱它為“風信子”，在它的花瓣中，我們可以辨認出“唉（Ay)”的字母，這聲嘆息是從阿波羅心中流溢而出的。而雅辛托斯的故事被斯巴達的人民深深記住，他們給了他至高無上的榮耀，在盛夏舉行為期三天的雅辛托斯節，第一天，人們會悼念死者，而最後一天，人們則會慶祝生命。

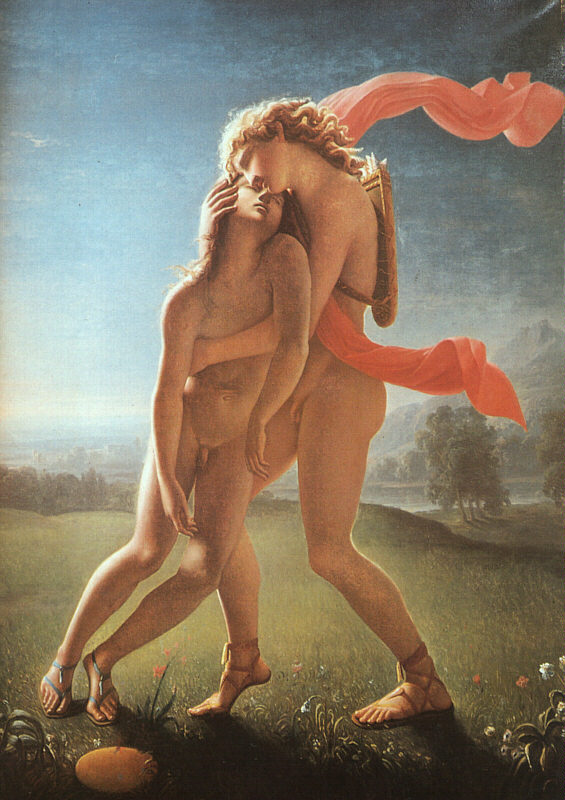
雅辛托斯之死，Jean Broc繪

《雅辛托斯之死》亦為古典美術常見的作畫題材。